# Espressione genica
In biologia e genetica molecolare, l'espressione genica è il processo attraverso cui l'informazione contenuta in un gene (costituita di DNA) viene convertita in una macromolecola funzionale (tipicamente una proteina).

## Regolazione dell'espressione genica
L'espressione genica è finemente regolata dalla cellula. Tutti i passaggi dell'espressione genica possono essere modulati, a partire dal passaggio della trascrizione del DNA ad RNA, fino alle modificazioni post-traduzionali della proteina prodotta. La regolazione dell'espressione genica è fondamentale per la cellula, perché le permette di controllare le proprie funzioni interne ed esterne.

## Misura dell'espressione biomolecolare

### Misura del trascrittoma
L'espressione di molti geni è regolata a valle della trascrizione, ad esempio attraverso l'azione di miRNA o siRNA, piccole molecole di RNA in grado di portare alla degradazione del trascritto (alte concentrazioni di mRNA non sono dunque sempre correlate ad alte concentrazioni di proteina). In ogni caso, la quantità di mRNA è un dato di notevole interesse nella misura dell'espressione genica.
La tecnica classica di quantizzazione dell' mRNA è il Northern blot, un processo attraverso il quale un estratto di RNA proveniente dal sistema biologico da analizzare viene dapprima separato in un gel di agarosio, quindi ibridato con una sonda radioattiva complementare al solo RNA di interesse. In questo modo, è possibile visualizzare e quantificare la presenza dell'RNA di interesse. Il Northern blot è una tecnica utilizzata sempre più raramente, a causa delle problematiche correlate all'uso di reagenti radioattivi e della scarsa sensibilità nella quantizzazione. In ogni caso, esso viene ancora usato in diverse occasioni, ad esempio per discriminare tra due trascritti che presentano splicing alternativo.
Due metodi più moderni per misurare la quantità di un singolo mRNA sono la real-time polymerase chain reaction (real-time PCR) o la reverse transcriptase-polymerase chain reaction (RT-PCR), che permettono di quantificare la presenza di un determinato trascritto anche in pochi nanolitri di estratto cellulare. Per tale elevatissima sensibilità la RT-PCR è attualmente la tecnica di elezione, anche se i costi per gli strumenti ed i reagenti possono essere proibitivi, in quanto qualora la biomolecola fosse autorizzata sarà per coloro detti alleili
Oltre a tali metodi, che consentono di quantificare solo poche differenti molecole di mRNA per volta, esistono metodologie che permettono di effettuare screening molto ampi del trascritto complessivo di una cellula. Una di queste metodologie è quella dei DNA microarray che, attraverso l'utilizzo di supporti che contengono migliaia di sonde di DNA complementari ai trascritti della cellula, è in grado di fornire un'analisi contemporanea di migliaia di differenti mRNA.

### Misura del proteoma
Anche la quantità di proteine può essere misurata con svariate modalità. Il metodo più utilizzato è il Western blot attraverso il quale, in seguito alla separazione su un gel di poliacrilammide delle proteine contenute in un estratto cellulare, è possibile individuare e quantificare una singola proteina attraverso l'uso di un anticorpo specifico. Tale anticorpo, infatti, può essere legato da un altro anticorpo (detto secondario) a cui è coniugato un sistema di rivelazione che permetta la quantificazione, come una perossidasi di rafano o un fluorocromo.
Un altro metodo comunemente usato per quantizzare una particolare proteina è quello di fondere il gene che codifica tale prodotto proteico con un gene reporter, come la Green Fluorescent Protein, che può essere agevolmente visualizzata attraverso un microscopio a fluorescenza. I limiti strutturali di tale metodo sono legati al fatto che è estremamente difficile effettuare un clonaggio di un gene fuso con un reporter nell'originale regione genomica a cui il gene appartiene. Oltretutto, la fusione del gene con la GFP può generare una variazione dell'attività del prodotto proteico.

## Sistemi di espressione
Un sistema di espressione (genica) comprende, al minimo, una sorgente di DNA ed il meccanismo molecolare richiesto per trascrivere DNA in mRNA, quindi tradurre mRNA in proteine usando i nutrienti ed i combustibili forniti. In un più ampio significato, questo sistema comprende tutte le cellule viventi capaci di sintetizzare proteine dal DNA. Comunque, un sistema di espressione si riferisce più specificamente al corredo del laboratorio, spesso in parte artificiale, usato per assemblare il prodotto di uno specifico gene o di geni. Esso è definito come la "combinazione di un vettore di espressione, il suo DNA clonato, e l'ospite per il vettore che fornisce un contesto per permettere, all'interno della cellula ospite, la funzione del gene estraneo, che è quella di produrre proteine ad alti livelli".
Oltre a questi corredi biologici, anche alcune configurazioni naturali del DNA (geni, promotori, enhancers, repressori) ed il meccanismo a loro associato sono considerati sistemi di espressione, come il semplice repressore 'switch' nel fago lambda. A questi sistemi naturali di espressione si riferiscono i sistemi artificiali di espressione (come il sistema di espressione Tet-On e Tet-Off).
Ogni sistema di espressione possiede sia vantaggi che inconvenienti, e può essere denominato in base all'ospite, la sorgente di DNA o il meccanismo di trasferimento del materiale genetico. Ad esempio, i comuni sistemi d'espressione includono batteri (come E. coli), lieviti (come S. cerevisiae), plasmidi, cromosomi artificiali, fagi (come il lambda), linee cellulari, o virus (come baculovirus, retrovirus, adenovirus).

### Sovraespressione
In laboratorio, la proteina codificata da un gene è, in alcuni casi, espressa in quantità aumentata. Ciò può dipendere dall'aumento del numero di copie del gene, oppure da una maggiore forza di legame della regione del promotore.
La sequenza di DNA codificante per una proteina utile è, frequentemente, clonata o subclonata in un plasmide contenente il promotore lac, il quale viene poi trasformato all'interno del batterio Escherichia coli. L'aggiunta di IPTG (un analogo del lattosio) induce il batterio a esprimere la proteina. Comunque, non sempre questo sistema produce proteine funzionali, nel qual caso possono risultare più efficaci altri organismi o colture di tessuti. Ad esempio, il lievito, Saccharomyces cerevisiae, viene spesso preferito ai batteri per produrre proteine che subiscono estese modificazioni post-traduzionali. Tuttavia, l'espressione batterica ha il vantaggio di produrre, facilmente, grandi quantità di proteine, necessarie per eseguire prove di determinazione strutturale, come la cristallografia a raggi-X o la risonanza magnetica nucleare.

## Networkdi geni ed espressione genica
Le reti di regolazione genica, o GRN (dall'inglese Genetic Regulation Networks), descrivono le complesse interazioni che influenzano l'espressione genica e, conseguentemente, il comportamento cellulare. In questi network, i geni possono essere considerati come dei nodi posti all'interno di una complessa rete. In tale rete, gli input, i segnali in ingresso, sono rappresentati da proteine come i fattori di trascrizione, a loro volta i prodotti dell'espressione di altri geni regolatori, e gli output, i risultati, sono rappresentati dai livelli di espressione del gene, cioè dalle quantità degli mRNA e delle proteine corrispondenti prodotti.

### Modelli di GRN
Lo studio dei network e dei suoi modelli si trova ancora ad uno stadio pionieristico. Una delle prossime tappe della biologia potrà essere quella di elaborare le funzioni di tutti i geni, o nodi, in modo da definire i modelli di comportamento cellulare.
Il nodo può essere modellizzato in una funzione matematica, ottenuta dall'analisi delle funzioni degli input in un processo dinamico cellulare, dove i livelli di alcune proteine determinano le coordinate cellulari sia spaziali (correlate alla distribuzione tridimensionale dei tessuti) che temporali (stadio di sviluppo). 
Le variazioni dell'espressione genica, in ingresso, si riflettono sulle variazioni in uscita, dalle quali derivano le modificazioni strutturali, metaboliche, e comportamentali della cellula.
La struttura di un network descrive le numerose e complesse interazioni attraverso le quali i prodotti di un gene influenzano l'espressione di un altro; queste interazioni tra i nodi della rete, che possono essere sia induttive che inibitrici, sono rappresentate graficamente da frecce.
Diverse rappresentazioni grafiche derivanti da modelli matematici sono state usate per seguire le variazioni temporali dei network. I più comuni modelli sono quelli che si basano su equazioni differenziali ordinarie accoppiate, le reti booleane, le reti bayesiane, i modelli grafici gaussiani, i modelli basati su reti stocastiche, ed altri.
Nei network Booleani, proposti da Stuart Kauffman come modelli semplificati dei GRN, i geni, gli input e gli output, rappresentati da nodi in un grafico diretto, possono trovarsi in uno stato bistabile: on od off. I nodi sono collegati da frecce solo se c'è una relazione causale tra di loro. Per i geni, on corrisponde allo stato di gene espresso ed off a quello di gene non espresso. Per gli input e gli output on corrisponde alla presenza molecolare, off alla sua assenza.
La dinamica della rete non è continua, ma discreta e sincrona, e ad ogni passo temporale il nuovo stato del nodo è calcolato mediante una funzione di Boole.
Questo modello, per la sua semplicità, si presta molto bene alla rappresentazione grafica dei GNR, e può essere usato per simulazioni al computer. Possiede, però, l'inconveniente di una dinamica discontinua, mentre nella realtà dei sistemi biologici le dinamiche sono approssimabili a continue. Per tale motivo, si sono adottati anche modelli continui di network.

## Tecniche
- Primer: usato per facilitare l'espressione
- Vettore shuttle